# Daniel 6

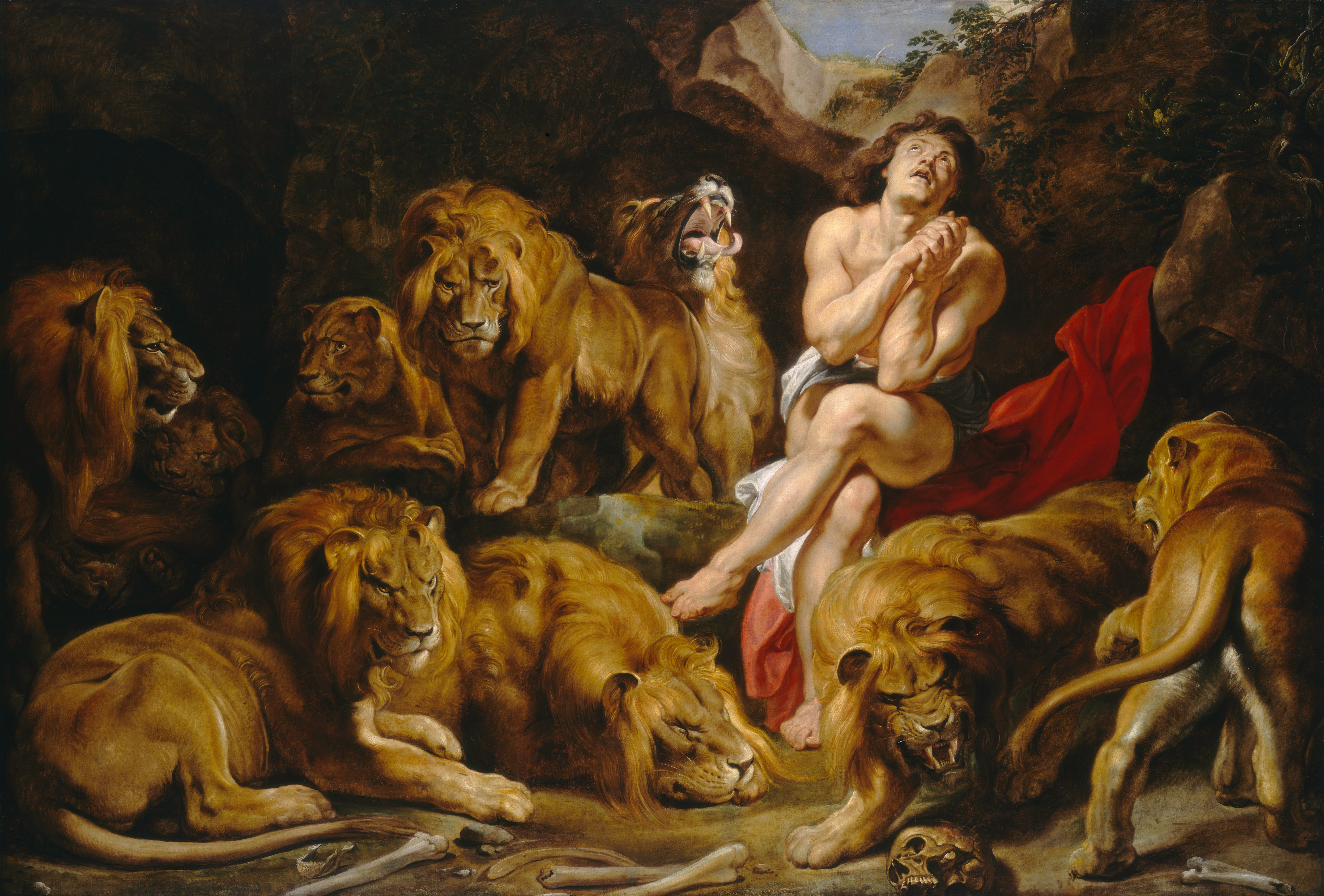

Daniel în groapa cu lei este al șaselea capitol al Cărții lui Daniel din Vechiul Testament.
Acesta povestește despre modul în care Daniel cel biblic este salvat de lei de către Dumnezeul lui Israel „pentru că am fost găsit nevinovat înaintea Lui” (Daniel 6:22). Este paralel și completează capitolul 3, povestea lui Șadrac, Meșac și Abed-Nego: fiecare începe cu gelozia non-evreilor față de evreii care au succes și un edict imperial care le cere să-și compromită religia și se încheie cu eliberarea divină și un rege care mărturisește măreția Dumnezeului evreilor și emite un edict de protecție regală. Poveștile care compun capitolele 1–6 din Daniel datează nu mai devreme de perioada elenistică (secolele III-II î.Hr.) și au fost probabil independente inițial, dar au fost adunate la mijlocul secolului al II-lea î.Hr. și (cartea lui Daniel) a fost extinsă la scurt timp după aceea cu viziunile din capitolele ulterioare ceea ce a dus la forma actuală modernă.